# Phyllobotryum maikoense
Phyllobotryum maikoense är en videväxtart som beskrevs av P. Bamps och J. Lejoly. Phyllobotryum maikoense ingår i släktet Phyllobotryum och familjen videväxter. Inga underarter finns listade i Catalogue of Life.